# Mater (Belgique)
Pour les articles homonymes, voir Mater.
Mater est une section de la ville belge d'Audenarde située en Région flamande dans la province de Flandre-Orientale. C'était une commune à part entière avant la fusion des communes de 1971.

## Toponymie
Materna (941), Materne (1182)

## Démographie

### Évolution démographique
- Sources : INS, Rem. : 1831 jusqu'en 1961 = recensements[2].

## Curiosités
Kerkgate, route pavée empruntée lors de la course cycliste le Tour des Flandres.